# (6696) Eubanks
(6696) Eubanks (1986 RC1) – planetoida z pasa głównego asteroid okrążająca Słońce w ciągu 4,38 lat w średniej odległości 2,67 j.a. Odkryta 1 września 1986 roku.